# Zamarada dyscapna
Zamarada dyscapna är en fjärilsart som beskrevs av Fletcher 1974. Zamarada dyscapna ingår i släktet Zamarada och familjen mätare. Inga underarter finns listade i Catalogue of Life.